# غلين براون (رسام)
غلين براون (بالإنجليزية: Glenn Brown)‏ هو نحات ورسام بريطاني، ولد في 1966 في هكسهام ‏ في المملكة المتحدة.